# Gliocladium album
Gliocladium album är en svampart som först beskrevs av Preuss, och fick sitt nu gällande namn av Petch 1939. Gliocladium album ingår i släktet Gliocladium och familjen Hypocreaceae.   Inga underarter finns listade i Catalogue of Life.